# 愛爾蘭駐日本大使館
愛爾蘭駐日本大使館，是愛爾蘭駐日本國的外交代表機構，成立於1973年。愛爾蘭駐日本大使館位於日本東京都千代田區。愛爾蘭駐日本大使館在北海道札幌市派駐名譽領事。